# 초월읍
초월읍(草月邑)은 경기도 광주시의 읍이다. 2004년 읍으로 승격되었다. 이름의 유래는 명확하지 않은데, 자연적 특성을 표현하였다는 설, 과거 광주에 본궁의 풀을 베던 초벌(草伐)이라는 지역이 있어 이것이 변했다는 설 등이 있다.
광주원주고속도로 초월 나들목이 있으며, 성남이천로와 연결되어 영남권에서 경기도 성남시로 가는 통로 역할을 하는 곳이다.

## 역사
- 1577년 경기도 광주부 초월면 설치.
- 1931년 10월 원래 읍사무소의 위치는 늑현리에 있었으며 그 후 국토개발로 인하여 위치를 대쌍령리 220-3번지에 목조와가 96.57m2을 신축 이전
- 1969년 3월 현위치인 대쌍령리 211번지 목조와가 96.57m2 신축
- 1973년 7월 1일 행정구역 개편에 따라 신대리가 실촌면(현 곤지암읍)으로, 상번천리와 하번천리가 중부면(현 남한산성면)으로 편입되어 관할구역이 13개리가 됨[2]
- 2003년 5월 8일 행정구역 개편으로 28개리로 됨
- 2004년 6월 21일 초월면에서 초월읍으로 승격
- 2005년 8월 16일 행정구역 개편으로 35개리로 됨
- 2009년 4월 20일 행정구역 개편으로 현재의 42개리로 됨[3]

## 법정리
- 대쌍령리(大雙嶺里): 읍 행정복지센터 소재지
  - 선린촌
- 쌍동리(雙東里) 
  - 동산(東山, 도골), 둔전말
  - 초월역
- 산이리(酸梨里)
  - 점말(독점), 신배골(酸梨, 씀배골)
- 늑현리(勒峴里)
  - 구러개마을
- 학동리(鶴東里)
  - 상동막(上東幕), 학현(鶴峴, 하오개)
- 선동리(仙東里)
  - 선장동(仙掌洞), 하동막(下東幕, 벌동막)
- 용수리(龍水里)
  - 용두리(龍頭里, 용머리), 수입리(水入里, 무들이), 장담(長潭)
- 신월리(新月里)
  - 두월(斗月, 두들기), 신단(新丹, 사기막골), 탄동(炭洞, 숯골)
- 지월리(池月里)
  - 도시랭이(道士廊), 못골(池谷), 경수(鏡水), 설월(雪月)
- 무갑리(武甲里)
  - 무래비(水伏里)
- 서하리(西霞里)
  - 사마루, 안골
- 도평리(島坪里)
  - 웃섬뜰, 아래섬뜰

## 교육
- 초월초등학교
- 쌍동초등학교
- 광주도평초등학교
- 도곡초등학교
- 선동초등학교
- 초월중학교
- 초월고등학교

## 주거
| 단지명                | 건설사         | 시행사                | 주소                                                                    | 입주        | 비고 |
| --------------------- | -------------- | --------------------- | ----------------------------------------------------------------------- | ----------- | ---- |
| 산이리 대주파크빌     | ㈜대주건설     | ㈜미래알에이씨        | 초월읍 경충대로 923 (산이리)                                            | 2004년 3월  |      |
| 도평리 대주피오레     | ㈜대주건설     | 대주건설㈜            | 초월읍 현산로 69 (도평리)                                               | 2007년 3월  |      |
| 초월역 힐스테이트     | 현대엔지니어링 | ㈜엘디건설            | 초월읍 도곡길 27 (1단지) (쌍동리)                                       | 2024년 6월  |      |
| 초월역 힐스테이트     | 현대엔지니어링 | ㈜엘디건설            | 초월읍 도곡길 27 (2단지) (쌍동리)                                       | 2024년 6월  |      |
| e편한세상 초월        | ㈜삼호         | 명동건설㈜ ㈜상광건설 | 초월읍 경충대로1127번길 55 (쌍동리) 초월읍 경충대로1127번길 65 (쌍동리) | 2007년 5월  |      |
| 푸른마을 우림         | 우림건설㈜     | 우림건설㈜            | 초월읍 무들로 28 (대쌍령리)                                             | 1999년 11월 |      |
| 도평리 우림퓨전빌     | 우림건설㈜     | 우림건설㈜            | 초월읍 현산로 99 (1단지) (도평리)                                       | 2002년 10월 |      |
| 도평리 우림퓨전빌     | 우림건설㈜     | 우림건설㈜            | 초월읍 현산로 119 (2단지) (도평리)                                      | 2002년 10월 |      |
| 쌍용 더 플래티넘 광주 | 쌍용건설       | 초월지역주택조합      | 초월읍 경충대로1284번길 40 (대쌍령리)                                   | 2022년 2월  |      |
| 대쌍령리 신일드림빌   | ㈜신일         | 오대종합건설㈜        | 초월읍 무들로 59-63 (대쌍령리)                                          | 2002년 10월 |      |

## 문화재
- 허난설헌묘 - 경기도 기념물 제90호
- 신익희생가 - 경기도 기념물 제134호

## 특산물
- 표고버섯
- 토마토
- 시금치
- 광주쌀 왕실옥미